# 藝樂寶貝事件
藝樂寶貝事件發生於2018年10月起的中華人民共和國浙江省杭州市，十多年歷史的藝樂寶貝大型連鎖幼教中心惡性倒閉，預收一千多人的會員費上億元人民幣或虧損或去向不明。

## 事件
藝樂寶貝連鎖幼教中心在杭州經營十年以上，由女老闆王蓉和另一俞某合夥專營小學前啟蒙教育，不久，俞某退出，之後由王蓉經營，逐步發展為钱江店和红石店兩個大校區，初期經營口碑不錯，2016年起，王蓉不知由何處學得新經營策略，開始採用一種「全民皆兵」式業務績效制，所有員工、老師、工友都要做業務拉客戶送小孩來上課，老師拉來的家長客戶，又拉到別的家長也能層層抽佣金，類似小型直銷模式。
一時間確實大舉增加業績，有時單店一個月能預收會員費上百萬人民幣，然而這些預收款是許諾家長70-90多節課程換得，其實算是未實現利益，此時老師們要面對上課兼拉業務的重擔。同時，拉進的大量學生開始上課也造成工作量大增，許多專業幼教老師人才感覺受辱和壓力大離職者眾多，優秀人才流失只能臨時替補一些劣質老師，經營埋下隱患。然而，人力吃緊讓更多學生排不到上課時間，这引發家長不滿，開始有人要求退錢。同時，新進劣質老師教學讓家長不滿意，拉業務能力也不佳，引發更少業績同時更多人退費的惡性循環。
王蓉此時決定採取開闢新市場和坐大品牌造勢的方式應對，陸續以吸收加盟方式開設印象城、下沙店与武林店三校區，並籌備滨江、萧山兩校區急速擴大推磨，同時準備一筆巨款前往上海開設旗艦店校區。不料，上海分店開設過程不察輕率遇到詐騙，被假房東騙取了一筆資金。同時，真房東出現後拒絕開設幼教中心，導致全新裝修完畢的上海店全部廢棄的鉅額損失，資金已經接近斷裂邊緣，而最後的崩潰事件是由內部引發，由於資金吃緊對於加盟主孟先生的每月分紅沒有按時支付，引起其不滿，當初的加盟合約是加盟主只出錢和參與校區裝修階段，之後便不過問經營之事只在每月領分紅和過目一份財務報告，但多月沒領到分紅的孟某此時認為王蓉毀約決定出來過問公司，並強力決定收回武林店經營權，再將經營權轉賣另一朋友，一方面自己先收回一半資金求心安同時引入另一盟主為自己在公司內增加聲量。
經歷一些糾紛和強力動作，孟某完成其目的，但武林店新店主卻感到公司混亂決定單店先停業一個月整頓，釐清帳目和人事，但一停課後引起家長恐慌，且暫時將武林店學童轉至其他校區上課的方案因為交通等原因並不被多數家長接受，始料未及引起退款潮，之後家長們透過微信群私下傳播恐慌氣氛，延燒至所有校區都有退款潮，終於資金徹底斷裂，中途王蓉還接受媒體採訪和招開家長會試圖穩定人心將問題說成只限於武林店，然而並沒有作用，當有家長向浙江衛視等媒體爆料並見報後，軒然大波引爆所有上千位家長都湧向公司要求退款。11月10日，全部店面宣布倒閉。
之後，內部知情人開始接受媒體專訪，外界才得知上述事件全貌。目前，杭州濱江區市場監管局和當地公安局已經介入調查。

## 參看
- 亞力山大健康休閒俱樂部事件
- 邱素貞瑜伽天地事件
- 韋博英語惡性倒閉事件